# 신영수 (의료인)
신영수(申英秀, 1943년 10월 15일 ~ )는 서울대학교 의과대학 교수와  세계보건기구(WHO) 서태평양지역 사무처장을 역임한 대한민국의 보건의료행정학자 겸 대학 교수이다.

## 주요 경력
- 1969. 3 ~ 1971. 4  서울대학교 의과대학 조교(예방의학)

- 1971. 5 ~ 1974. 5  군의관(해군 대위)

- 1975. 9 ~ 1977. 5  미국 Yale 대학교 대학원 연구원

- 1978.11 ~ 2009. 2  서울대학교 의과대학 조교수, 부교수, 교수

- 1979. 6 ~ 1982. 3 / 1986. 7 ~ 1990. 6  서울대학교병원 기획조정실장

- 1987. 9 ~ 1998. 7  서울대학교 의과대학 의료관리학교실 주임교수

- 1980. 7 ~ 1992. 4  서울대학교병원 부설 병원연구소 부소장, 소장

- 1992. 4 ~ 1999. 2  한국보건의료관리연구원 원장

- 1988. 4 ~ 1999. 2  서울대학교 지역보건의료체계 시범사업단 단장

- 1994.12 ~ 1999. 2  보건복지부 농어촌의료서비스기술지원단 단장

- 1995. 5 ~ 1998. 5  세계보건기구(WHO) 집행이사

- 1996. 7 ~ 1998. 7  한국보건행정학회 회장

- 1998. 4 ~ 1998.12  의료보험통합추진기획단 3분과위원회 위원장

- 1999. 3 ~ 2000. 2  Global Health Leadership Senior Fellow

- 2000. 3 ~ 2001. 2  미국 뉴욕대학교(NYU) 방문교수

- 2002. 3 ~ 2003. 6  건강보험심사평가원 원장

- 2004.12 ~ 2005.11  대한예방의학회 회장

- 2006. 7 ~ 2008. 6  한국의료QA학회 회장

- 2009. 2 ~ 2019. 1  세계보건기구 서태평양지역 사무처장

- 2009. 3 ~ 현  재  서울대학교 의과대학 명예교수

- 2019. 2 ~ 현  재  세계보건기구 서태평앙지역 명예사무처장

## 생애
1943년 10월 15일 부산에서 태어났다. 경기고등학교를 마치고 서울대학교 의과대학을 나온 후, 미국 Yale 대학교에서 박사학위를 취득하였다. 1978년 11월부터 서울대학교 의과대학 교수로 재직하였고, 1979년 6월부터 10여 년 동안 서울대학교병원 기획조정실장 보직을 역임하였다. 서울대학교병원 부설 병원연구소에서 소장을 역임하였고, 그 후신인 한국의료관리연구원의 초대원장으로 취임하였다. 1987년 서울대학교 의과대학에 국내 최초로 설립된 의료관리학교실의 초대 주임교수와, 서울대학교 지역의료체계 시범사업단 단장을 역임하였다. 1983년부터 WHO와 관련된 국제보건 분야 전문가로 활동 영역을 넓혀 1995년부터 3년간 제네바 WHO 집행이사로 활동하였다. 2002년 3월부터 2003년 6월까지 건강보험심사평가원장을 역임하였다. 서울의대 교수 정년 퇴임 후 2009년부터 10년 동안 세계보건기구 서태평양지역 사무처장으로 재직하였다. 2015년 국민훈장 무궁화장을 받았다.

## 주요 업적

### Diagnosis-Related Group (DRG) 개발에 기여
미국 Yale 대학교 박사과정에 재학 중이던 1970년대 Robert B. Fetter 교수와 John D. Thompson 교수의 지도 아래 DRG 개발 작업에 참여하였고, 이 주제(Hospital Cost and Product Heterogeneity)로 박사학위를 취득하였다. DRG는 진료내용과 자원소모량에 따라 입원환자를 분류하기 위해 개발된 체계로, 학문적으로는 병원관리 연구, 지불보상제도 연구에 중요한 영향을 미쳤으며, 보건의료 정책에서는 보건의료체계의 합리적 개혁을 위한 방법으로 기여해왔다. DRG는 1983년 미국 정부에서 노인 의료비 지불보상제도로 채택되었으며, 캐나다, 호주를 비롯, 유럽국가들(Euro DRG)은 물론 중-저소득국가에서도 보건의료체계의 효율적 운영을 위한 도구로 DRG를 광범위하게 활용하고 있다. 신영수는 DRG를 한국에 도입하는 데 기여하였으며, DRG 기반 지불보상제도는 건강보험에서도 사용되고 있다.

### 서울대학교 의과대학 의료관리학교실의 창립, 의료관리학의 정립, 후학 양성
1987년 한국에서 최초로 서울대학교 의과대학 내에 의료관리학교실을 창립하여, 보건정책과 행정, 병원관리를 연구하는 의료관리학을 독립적인 학문 분야로 정립했다. 서울대학교 의과대학 의료관리학교실이 배출한 의료관리학 전공자들은 현재 한국의 정부기관, 대학교, 연구기관 등에서 활발한 활동을 펼치고 있고, 일부는 WHO 등의 국제기구에서 세계인의 건강을 위해 활동하고 있다. 또한, 신영수는 의료관리학교실이 중심이 되어 1987년에 출범한 서울대학교 지역의료체계 시범사업단의 단장을 역임하였다. 시범사업단은 지역보건의료통합, 노인보건, 정신보건, 지역보건의료정보체계 사업 등 다양한 지역사회 보건사업 프로그램을 개발, 수행하였고, 정부부처와 공공의료 분야에서 활동하는 많은 지역보건의료 전문가를 배출하였다.

### 서울대학교병원 부설 병원연구소, 한국보건의료관리연구원, 건강보험심사평가원 활동
1979년부터 1990년까지 7년 반에 걸쳐 서울대학교병원 기획조정실장으로 활동하여 1978년 특수법인으로 발족한 서울대학교병원 운영 기틀을 만드는 데 기여하였다. 1980년 서울대학교병원 부설 병원연구소 설립을 주도하였고, 당시 한국에서 의료보험제도 도입 후 폭발적으로 증가하고 있던 병원들의 설립 타당성 평가와 병원경영지원 활동을 수행하면서 병원관리의 이론과 방법론을 정립하였다. 이를 토대로 1992년에는 보건복지부 산하의 한국보건의료관리연구원의 설립을 주도하였다. 이후 이 기관이 한국보건산업진흥원으로 통합된 1999년까지 한국보건의료관리연구원 원장으로 재직하면서, 한국의 보건의료체계 개선과 발전을 위한 연구 활동과 의료기관 지원사업을 이끌었다. 1990년대 말 건강보험심사평가원의 설립 기초계획을 수립하였고, 2002년에는 원장으로 취임하여 건강보험 심사제도의 과학화와 합리화, 의료평가제도의 도입, 신약 및 신기술 도입제도의 투명화와 객관화, 건강보험자료의 데이터웨어하우스 작업 등을 주도하여 건강보험체계의 미래지향적 운영 기반을 마련하는 데에 기여하였다.

### WHO 활동과 세계보건기구 서태평양지역 사무처장 역임
신영수는 1980년대 초반부터 WHO 자문관 활동을 지속해 왔으며, 세계보건총회(World Health Assembly)와 세계보건기구 서태평양지역 총회(Regional Committee)에 국가대표 자격으로 수십 차례 참여하였다. WHO의 개혁 작업이 한창이던 1995년부터 1998년까지 WHO의 실질적 의사결정기구인 집행이사회(Executive Board)에 집행이사로 참여, WHO의 개혁 방안 마련을 주도했다. 신영수 집행이사의 발의에 의해 WHO 산하에 ‘보건의료제도 발전 소위원회(Ad Hoc Working Group on Health System Development in Future)’와 ‘자발적 기여금 운영 소위원회(Ad Hoc Working Group on Extrabudgetary Resources)’가 구성되었고, 신영수 후보는 이 위원회들의 위원장을 맡아 발전방안을 마련하는 작업을 이끌었다. 
2008년 세계보건기구 서태평양지역총회에서 사무처장으로 당선되어 2009년 2월부터 첫 번째 5년의 임기를 수행하였고, 2014년 회원국의 만장일치로 재선에 성공하여 2019년까지 세계보건기구 서태평양지역을 총 10년 동안 이끌었다. 외부 전문가로서 처음으로 사무처장으로 당선된 신영수는 폐쇄적이고 관료화된 조직을 더 합목적적이고 효율적인 기관으로 변신시켰다. 재임 8년 후 수행한 외부 평가 보고서는 신영수 사무처장 재임 중 600가지 이상의 제도 및 방안이 새로이 도입된 것으로 기록하였다. 새로운 제도는 WHO 제네바 본부 및 타지역 사무처에서도 광범위하게 채택되었다. 재임한 10년에 걸쳐 국제보건응급상황을 조기에 발견하고 빠르게 대응할 수 있는 응급대응센터(Emergency Operations Centre)를 설립하고 현장 역학자들을 양성하였다. 또한 재임 기간 중 서태평양지역본부에 보건안보응급부(Division of Health Security and Emergencies)를 만들어 서태평양지역의 국제보건 응급대응 역량을 강화하였다. 2015년 메르스 사태 당시에는 WHO의 합동평가단 파견과 활동을 주도함으로써 한국 정부의 메르스 사태 대응을 적극 지원하였다. 재임기간 동안 37개 회원국의 요구에 맞게 활동하도록 각 회원국과 국가협력전략(Country Cooperation Strategies) 5개년 계획을 공동개발하여 회원국 지원의 지침으로 삼았으며, 피지에 태평양지역 기술지원부(Division of Pacific Technical Support)를 설립하였으며, 태평양에 산재한 도서국가들에 대한 맞춤형 지원을 강화하였다. 아시아 태평양지역 지역보건분야 국회의원 회의, 아시아 태평양 건강도시 시장회의를 창설하였고, 세계보건기구 협력센터(WHO Collaborating Centres) 간의 네트워크를 강화하였다. 사무처장 재임기간 동안 5세 미만 아동 사망률은 63% 감소하여 전체 세계보건기구 지역 중 가장 빠른 감소세를 보였으며, 결핵 발생률과 사망률도 각각 14%, 29% 감소하였고, 아동간염유병률도 1% 이하가 되었다. 2010년 신영수 사무처장이 제안한 조기필수신생아관리(Early Essential Newborn Care, EENC) 프로그램은 신생아 건강 수준 향상을 낳았고, 모자보건의 성공사례로서 서태평양 지역의 여러 나라에서 채택되었다. 

## 주요 저서
- 신영수 외. 지역사회의학. 서울대학교 출판부, 1988

- 신영수 외. 의료, 좀 더 알아둡시다. 한울출판사, 1993

- 신영수, 안윤옥. 의학연구방법론. 서울대학교 출판부, 1997

- 신영수, 김용익 편. 의료관리. 서울대학교 출판부, 2013

- 신영수, 김용익 편. 의료관리(개정판). 서울대학교 출판부, 2017

- 신영수 외. 사람을 향한 의료, 내일을 향한 열정. 신영수 교수 헌정문집 발행위원회, 2009

## 학력
- 경기중학교 졸업
- 경기고등학교 졸업
- 서울대학교 의과대학 학사(1969년)
- 서울대학교 보건대학원 의학석사(1971년)
- 미국 Yale 대학교 대학원 보건학 박사(1977년)

## 상훈
- 2003년 국민훈장 모란장 (제2121호)

- 2007년 예일대학교 동창회 자랑스러운 예일 동문상

- 2010년 대한보건협회 보건대상

- 2013년 서울의대 동창회 함춘대상

- 2015년 국민훈장 무궁화장 (제797호)

- 2017년 서울대학교 ‘자랑스러운 서울대인’ (제70호)

- 2018년 경기고등학교 동창회 자랑스러운 경기인

- 2018년 Friendship Medal, President, Mongolia

- 2018년 Friendship Order, President, Vietnam

- 2018년 WHO Outstanding Leadership Award

- 2021년 서재필의학상

- 2022년 대한의학회 의학공헌상 (제8회)

## 제자
- 김윤 (1966년)